# Jörg Kachelmann

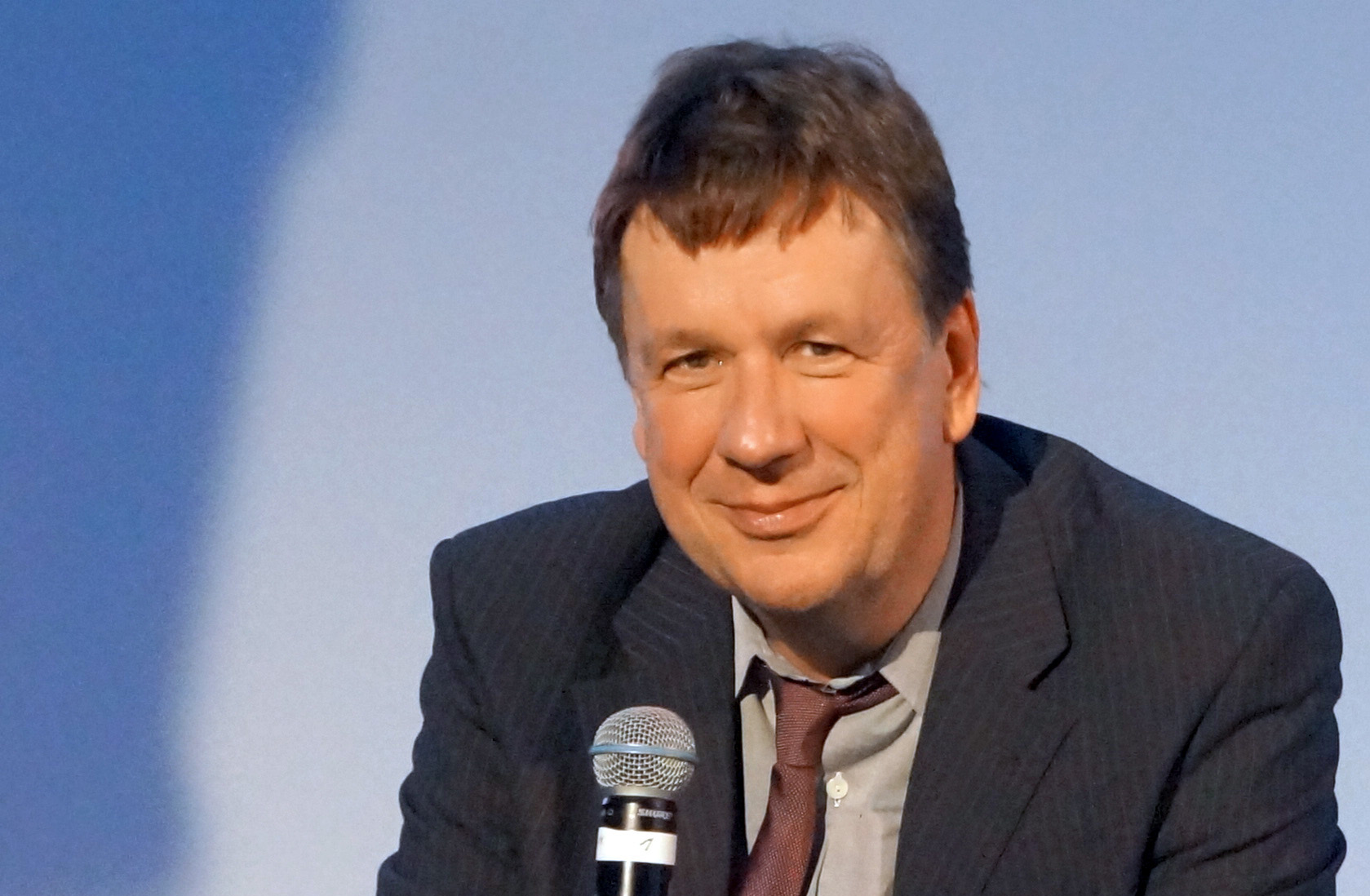
Jörg Kachelmann (2016)

Jörg Andreas Kachelmann (* 15. Juli 1958 in Lörrach, Deutschland; heimatberechtigt in Schaffhausen) ist ein Schweizer Fernsehmoderator, Sachbuchautor, Journalist und Unternehmer mit Schwerpunkt Meteorologie.

## Leben und Karriere
Jörg Kachelmann wurde als Sohn eines aus Franken stammenden Oberinspektors der Deutschen Bundesbahn und einer Ostpreussin in Lörrach im Südwesten Baden-Württembergs geboren. Er verbrachte seine Jugend in der schweizerischen Grenzstadt Schaffhausen. Das Schweizer Bürgerrecht erhielt er im Alter von 20 Jahren. Bereits als Kind wollte er nach eigenen Angaben Meteorologe werden und betrieb Wetterbeobachtungen und -aufzeichnungen als Hobby. Während der Schul- und Semesterferien arbeitete er für verschiedene Wetterdienste. Er studierte an der Universität Zürich Geographie, Mathematik und Physik sowie im ersten Nebenfach Meteorologie, brach das Studium jedoch 1983 ab und absolvierte ein Volontariat bei der Boulevardzeitung SonntagsBlick. Anschliessend arbeitete er unter anderem beim Schaffhauser Lokalsender Radio Munot. Von dort wechselte er in die Wissenschaftsredaktion des Schweizer Fernsehens. 1988 wurde er stellvertretender Chefredaktor der Schweizer Illustrierten.
Dem Südwestfunk faxte er nach eigenen Angaben monatelang unaufgefordert Wettervorhersagen, bis diese angenommen wurden. 1989 kaufte Jörg Kachelmann ein altes Bauernhaus in Bächli im Kanton St. Gallen und baute dieses in eine Wetterstation um. Er gründete 1991 die Meteomedia AG mit Sitz in Gais im Kanton Appenzell Ausserrhoden. Zusammen mit der auf die Visualisierung von Wetterdaten spezialisierten Katja Hösli Media Design AG, dem Unternehmen seiner ersten Frau, wurde auch der Zeitungsmarkt erschlossen. Zwischenzeitlich, 1996, wurde Kachelmann Programmdirektor des Senders Wetter- und Reise-TV, der aber nach knapp zwei Jahren den Betrieb einstellte.
Kachelmann präsentierte Wettervorhersagen für die ARD, zunächst in Südwest 3 und seit 1994 auch in der Sendung Das Wetter im Ersten für Das Erste sowie in verschiedenen Radiostationen. Lässige Kleidung und ein etwas flapsiger Stil wurden dabei seine Markenzeichen. Weiter moderierte er 1996 die Sendung Vorsicht Blöff, war von 1999 bis 2004 und von 2007 bis 2009 Moderator der Talkshow Riverboat und leitete 1998 drei Ausgaben der Quiz-Show Einer wird gewinnen. Von 2002 bis 2008 war er Gastgeber seiner eigenen Talkshow im MDR mit dem Titel Kachelmanns Spätausgabe.

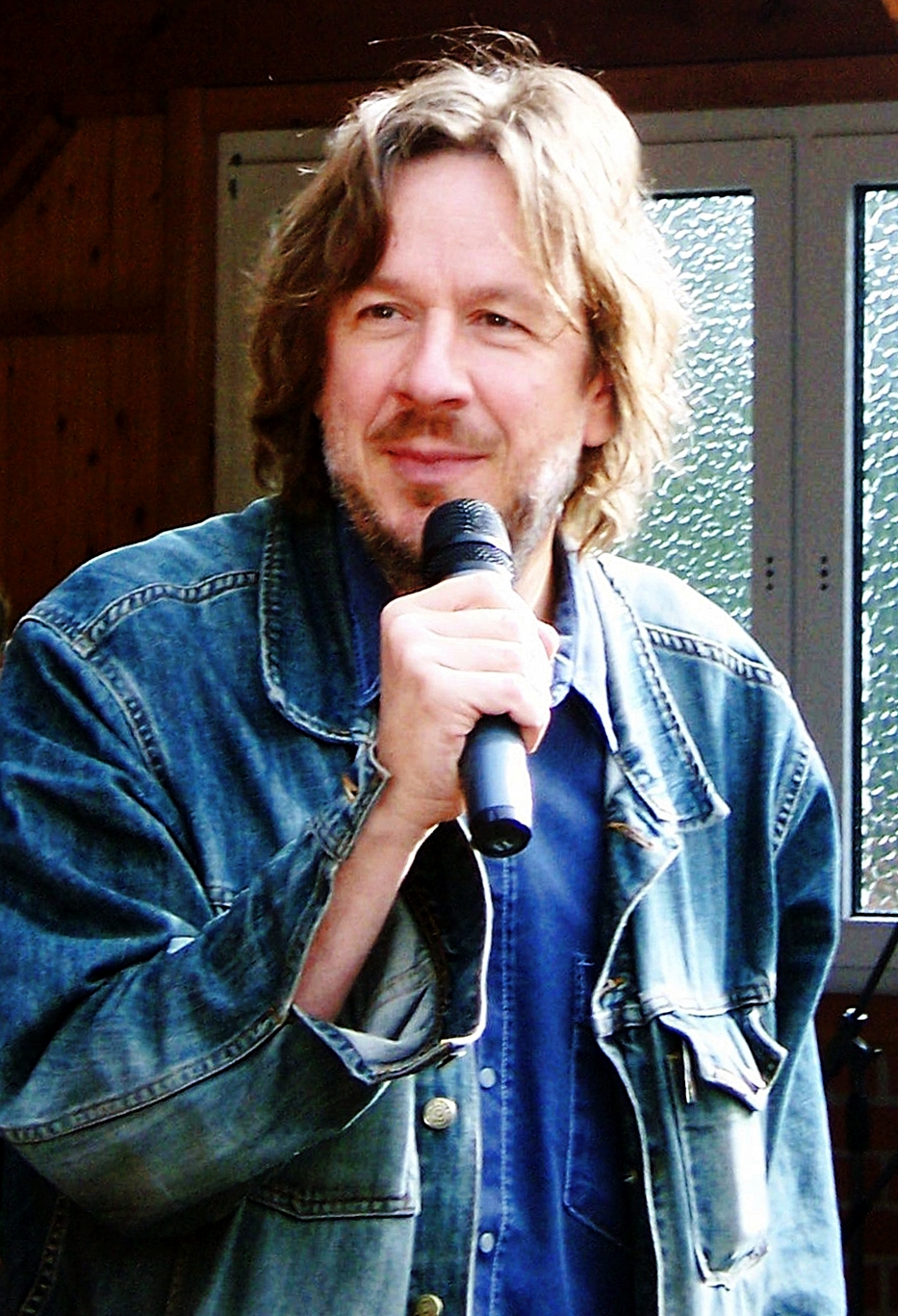
Jörg Kachelmann (2008)

2001 wurde Kachelmann «Bootschafter» der Deutschen Gesellschaft zur Rettung Schiffbrüchiger. 2008 erhielt er den «Preis der Deutschen Zipfel». Ausserdem warb Kachelmann für Danone, ISOVER und die Initiative Neue Soziale Marktwirtschaft.
Seit 2005 betreibt Jörg Kachelmann das Wetterunternehmen WeatherOK, Inc. in Oklahoma mit der Website weather.us.
2010 kam es zu einem Strafverfahren gegen Kachelmann wegen angeblicher Vergewaltigung, das mit einem Freispruch endete. Im November 2010, während seines Gerichtsverfahrens, kündigte Kachelmann an, nicht mehr im Fernsehen zu moderieren und sich vorerst aus der Öffentlichkeit zurückzuziehen. Seit Januar 2011 moderiert er wieder teilweise Wettervorhersagen für den lokalen Schweizer Hörfunksender Radio Basel. Seit dem 4. März 2011 präsentiert er in dem Aschaffenburger Privatradio Primavera an jedem Freitag und Samstag das Wochenendwetter. Ab Januar 2012 präsentierte Kachelmann freitags die Wettervorhersage beim Regionalfernsehsender main.tv, der wie das Privatradio Primavera im Funkhaus Aschaffenburg produziert wird. Im Februar 2013 schied Kachelmann aus dem von ihm gegründeten Unternehmen Meteomedia aus und ist seitdem nur noch als freier Berater für das Unternehmen tätig. Am 29. August 2013 wurde bekannt, dass Meteomedia an den britischen Wetterdienst MeteoGroup verkauft wurde.
Kachelmann betreibt einen Kanal auf der Videoplattform YouTube. Dort stellt er seit Juli 2011 regelmässig das prognostizierte Wetter für Deutschland, die Schweiz und die Umgebung vor und erklärt verschiedene Klimasituationen.
Seit Mai 2015 ist Kachelmann wieder mit einer eigenen Wetter-Plattform im Internet zu finden, über die sich Messwerte und Wetterberichte abrufen lassen. Seit Dezember desselben Jahres stellt Kachelmann zusammen mit dem Deutschen Angelo D Alterio Unwetterwarnungen für die Schweiz und Deutschland bereit. Auch im überregionalen Fernsehen ist er wieder präsent: Bei sonnenklar.TV präsentiert Kachelmann seit 2017 einmal pro Monat das Urlaubswetter.
Von Januar 2019 bis Dezember 2022 moderierte Kachelmann erneut die MDR-Talkshow Riverboat – wieder gemeinsam mit Kim Fisher.

## Persönliches
Von seiner ersten Frau Katja Hösli wurde Kachelmann Mitte der 1990er-Jahre geschieden.
Der zweiten Ehe entstammen zwei Söhne.
Am 9. März 2011 heiratete er in dritter Ehe die damalige Psychologiestudentin Miriam Kolbus (* 1986) aus Leipzig, die im März 2010 bei der Verhaftung Kachelmanns im Frankfurter Flughafen anwesend war. Das Paar hat einen 2014 geborenen Sohn und lebt in der Schweiz. Miriam Kachelmann kämpfte seit Beginn der Angelegenheit für seine Rehabilitierung und unterstützte ihren Mann bei der Prozessbewältigung sowie dessen Darstellung aus seiner Sicht; dazu trat sie auch öffentlich in Erscheinung.
Nach einem Artikel der Appenzeller Zeitung von 2011 war Kachelmann zu diesem Zeitpunkt Mitglied der Schweizer CVP.

## Kontroversen

### Deutscher Wetterdienst
Am 26. Februar 2002 verursachte der Orkan Anna in Norddeutschland mit Spitzengeschwindigkeiten von bis zu 180 km/h schwere Schäden. Nachdem der Deutsche Wetterdienst (DWD) im Gegensatz zu Kachelmanns Unternehmen Meteomedia aufgrund einer Kommunikationspanne nicht ausreichend vor dem Orkan gewarnt hatte und insbesondere die öffentlich-rechtlichen Medien für die fehlenden Warnungen stark kritisiert wurden, entschloss man sich bei der ARD, zukünftig auch auf die Wettervorhersagen von Kachelmanns Unternehmen Meteomedia zurückzugreifen. Seit April 2002 wurden auch einige der Wettervorhersagen in der ARD von Meteomedia produziert, Kachelmann präsentierte das Wetter im Ersten im Wechsel mit Claudia Kleinert, Sven Plöger und Alexander Lehmann kurz vor der Tagesschau und nach den Tagesthemen. Vorher hatte ausschliesslich der Hessische Rundfunk mit den Daten des DWD die Wettervorhersage im öffentlich-rechtlichen deutschen Fernsehen produziert.
Im März 2006 erliess das Kölner Landgericht eine einstweilige Verfügung, die dem DWD untersagte zu behaupten, Kachelmann warne unnötig oft vor Unwettern.

### Gerichtsverfahren und Freispruch
Am 20. März 2010 wurde Kachelmann wegen des Vorwurfs der Vergewaltigung seiner ehemaligen Geliebten festgenommen. Die Staatsanwaltschaft Mannheim erhob am 19. Mai 2010 beim Landgericht Mannheim Anklage wegen des Verdachts der besonders schweren Vergewaltigung in Tateinheit mit gefährlicher Körperverletzung. Am 29. Juli 2010 gab das Oberlandesgericht Karlsruhe einer Haftbeschwerde Kachelmanns statt, da kein dringender Tatverdacht mehr bestand. Das Verfahren endete am 31. Mai 2011 mit einem Freispruch.
Gegen den Freispruch legten sowohl die Staatsanwaltschaft Mannheim als auch die Nebenklägerin zunächst Revision ein, die sie am 7. Oktober 2011 wieder zurücknahmen. Der Freispruch wurde damit rechtskräftig.
Im Juni 2012 reichte Kachelmann gegen seine ehemalige Geliebte eine Schadensersatzklage mit dem Zweck der Erstattung der Kosten in Höhe von 13.352,69 Euro ein, die für Gutachter im Prozess angefallen waren. Das Oberlandesgericht Frankfurt gab Kachelmann am 28. September 2016 im Berufungsverfahren Recht und verurteilte die Frau zur Zahlung von 7096,51 Euro. Der Senat war davon überzeugt, dass sie ihn «vorsätzlich, wahrheitswidrig der Vergewaltigung bezichtigte».
Mitte Juni 2014 wurde bekannt, dass Kachelmann gegenüber der Bild (Springer), der Bunten und Focus (Burda) Schmerzensgeld-Forderungen erhoben hatte, da deren Berichterstattung seine Persönlichkeitsrechte verletzt und seinen Ruf und seine berufliche Grundlage zerstört habe. Während sich Kachelmann mit dem Burda-Verlag außergerichtlich auf eine öffentlich nicht genannte Summe einigte, lehnte der Springer-Verlag einen außergerichtlichen Vergleich ab. Springer wurde daraufhin im September 2015 vom Landgericht Köln zur höchsten Schmerzensgeldzahlung der deutschen Geschichte in Höhe von 635.000 Euro verurteilt. In zweiter Instanz wurde das Urteil im Juli 2016 bestätigt, die Summe aber auf 395.000 Euro reduziert. Eine Beschwerde von Springer gegen das Urteil lehnte der Bundesgerichtshof 2018 letztinstanzlich ab, womit Springer rechtskräftig zur Schmerzensgeldzahlung verurteilt wurde. Auch vor dem Europäischen Gerichtshof für Menschenrechte obsiegte Kachelmann 2019 gegen die Bild-Zeitung. Das Gericht untersagte dem Springer-Verlag die weitere Veröffentlichung eines 2010 aufgenommenen Fotos, das Kachelmann als Untersuchungshäftling zeigt.
Eine zunächst durch alle Instanzen erfolgreiche Unterlassungsklage Kachelmanns gegen seine ehemalige Geliebte hob das Bundesverfassungsgericht am 10. März 2016 nach einer Verfassungsbeschwerde auf. Kachelmann hatte es ihr untersagen wollen, den Vergewaltigungsvorwurf aufrechtzuerhalten.
Sechs Jahre nach dem Ende des ersten Prozesses, im März 2017, leitete die Staatsanwaltschaft Mannheim gegen Kachelmanns ehemalige Geliebte ein Ermittlungsverfahren wegen des Anfangsverdachts der Freiheitsberaubung ein, welches sie im September 2017 mit der Begründung eines nicht hinreichenden Tatverdachtes wieder einstellte.

### Kritik an Justiz und Medien
Im Oktober 2012 trat Kachelmann gemeinsam mit seiner Ehefrau Miriam Kachelmann in der ARD-Sendung Günther Jauch auf. Beide bezogen Stellung zum Verhalten der Justiz und der Medien im Verlauf des Prozesses gegen ihn. Der Begriff Opfer-Abo, den Kachelmann im Laufe des Jahres 2012 unter anderem im Spiegel verwendete, wurde 2013 in Deutschland zum Unwort des Jahres gewählt. Das Ehepaar Kachelmann verteidigte die Formulierung später. Im gleichen Monat erschien das Buch Recht und Gerechtigkeit. Ein Märchen aus der Provinz, das Jörg und Miriam Kachelmann geschrieben hatten. Sie arbeiten darin seine Untersuchungshaft und den Prozess aus ihrer Sicht auf. Im Oktober 2012 versuchte Claudia D. vergeblich, eine Einstweilige Verfügung zu erwirken, dass der Verlag das Buch nicht verbreiten dürfe, solange dort ihr voller Name genannt werde.
FAZ.net veröffentlichte im September 2015 nach dem Urteil des Landgerichts Köln einen Kommentar von FAZ-Redakteur Reinhard Müller. Dieser schrieb unter anderem, es gebe «so etwas wie eine kollektive gesellschaftliche Feigheit vor vermeintlichen Tugendwächtern»; dagegen helfe kein Gericht. Müller warf die Frage auf, warum Fernsehsender, Geschäftspartner und Kunden nicht die Zusammenarbeit mit einem Freigesprochenen wiederaufnehmen. Jörg Kachelmann und dessen Verteidiger Johann Schwenn sprachen 2021 im Rückblick ausführlich über das Leben zehn Jahre nach dem Freispruch. Jörg Kachelmann ist 12 Jahre nach dem Prozess wiederum Unternehmer mit Schwerpunkt Meteorologie, Buchautor, Journalist und TV-Moderator, der Prozess hat jedoch weiterhin langfristige Auswirkungen auf sein Leben.
Kachelmann übte 2014 Kritik am WDR, als er dessen Intendanten Tom Buhrow beschuldigte, mitverantwortlich für die sechs Toten durch das Unwetter über Nordrhein-Westfalen vom 9. Juni 2014 zu sein, da sie stundenlang seine Unwetterwarnungen konsequent ignoriert hätten. Der WDR bestritt Versäumnisse; man habe «ab 6 Uhr morgens durchgehend Unwetterwarnungen und Schlechtwetterprognosen gemeldet».

### Künstliche Wetterbeeinflussung
Kachelmann positioniert sich als ausdrücklicher Gegner der Chemtrail-Verschwörungstheorie. 2011 bezeichnete er die Anhänger der Verschwörungstheorie in E-Mails, YouTube-Videos und Twitter-Beiträgen als «Nazis», «Verrückte» und «Chemtraildeppen». Im März 2012 wies das Landgericht Berlin eine einstweilige Verfügung auf Unterlassung zurück; das Gericht sah die Aussage, dass Anhänger der Verschwörungstheorie «Neonazis und Verrückte» seien, durch die Meinungsfreiheit gedeckt. Er schrieb das Vorwort für Das Chemtrailhandbuch von Jörg Lorenz, das die Chemtrail-Theorie und die Argumente der Verfechter analysiert und die Phänomene aus meteorologischer und aviatischer Sicht erklärt.
Kachelmann ist erklärter Kritiker der Hagelabwehr durch Wolkenimpfung: Seiner Meinung nach ist es widersinnig, zu glauben, dass eine aus einem Flugzeug verbreitete Chemikalie eine Wolkenformation beeinflussen könne, die den Energiegehalt mehrerer Atombomben hat. Sein Artikel im Oberbayerischen Volksblatt, in dem er unter anderem schrieb, eine «Gewitterwolke wäre wahrscheinlich mehr beeindruckt, wenn man das Geld direkt in sie hineinstreuen würde», löste eine Debatte auch in anderen Medien über den Sinn der Hagelfliegerei aus.

### Waldbrände
Kachelmann bestritt wiederholt, dass es einen Zusammenhang zwischen dem menschengemachten Klimawandel und Waldbränden gibt. Angesichts der verheerenden Waldbrände in Südkalifornien im Januar 2025 schrieb er auf X, die Brände in Kalifornien hätten «nichts mit Hitze und insofern nicht mal mit Dürre zu tun.» Föhnwinde hätten die Böden eh innerhalb weniger Tagen ausgetrocknet. Auch generell seien Brände ein schlechtes Beispiel für die Folgen des menschengemachten Klimawandels. Auch angesichts der Waldbrände in Kanada 2023 hatte Kachelmann behauptet, dass die Brände auf menschliche Aktivitäten wie Brandstiftung zurückgingen, nicht auf Gewitter. Als Täter kämen «Wahnsinnige» in Frage oder „Menschen, die Bilder in Sachen #Klimakrise produzieren wollten (was ja auch sehr gut geklappt hat)“. Klimaforscher wie Stefan Rahmstorf widersprechen Kachelmanns Aussagen. Die Weltorganisation für Meteorologie hält fest, dass der Klimawandel «ein wesentlicher Faktor für die Zunahme der Hitze und des Ausmasses von Waldbränden» im Westen Amerikas ist. Auch ein Wissenschaftler aus Kalifornien kam in einer 2022 publizierten Studie zum Ergebnis, dass dort die Zahl der Waldbrände stark steigt, wobei der menschengemachte Klimawandel mit heisserem und trockenerem Wetter eine wesentliche Ursache ist. Der Weltklimarat IPCC hielt in seinem 2022 erschienenen Sechsten Sachstandsbericht fest, dass der menschengemachte Klimawandel in Nordamerika zu wärmeren und trockeneren Bedingungen geführt hat, die Flächenbrände begünstigen und sowohl die Zahl großer Waldbrände als auch die verbrannte Fläche im Westen der USA sind in den vergangenen Jahrzehnten angestiegen ist. Die Klimaforscherin Friederike Otto führt Kachelmann als Beispiel für Personen an, die im deutschsprachigen Raum «die Aufmerksamkeit auf Brandstiftungen […] lenken, um den Zusammenhang mit dem Klimawandel zu verschleiern.» So habe Kachelmann u. a. als Reaktion auf eine von ihr mitverfasste Attributionsstudie, die zum Ergebnis kam, dass der Klimawandel bei den 2023 in Kanada wütenden Bränden die Feuerwetterbedingungen 50 % intensiver gemacht habe, ähnliche Aussagen getätigt. Das Problem an Kachelmanns Darstellung aber sei, dass es immer Zündquellen gebe und entstehende Feuer durch den Klimawandel dramatischer ausfielen.

## Positionen

### Holzheizungen
Kachelmann behauptete 2018, es gebe einen «Holzofen-Wahnsinn». Diese Holzöfen stünden «in Villenquartieren und luxussanierten Wohnungen, wo es die Menschen ‹ganz natürlich gemütlich› wollten und der gut situierte Herr sich nochmal spüren kann wie damals bei den Pfadfindern». In den Villenquartieren würden «in Sachen Feinstaub chinesische Verhältnisse» herrschen.
Kachelmann kritisierte im November 2022, dass der Kanton Appenzell Ausserrhoden Förderbeiträge zahlt, wenn ein Bürger mit fossilen Brennstoffen betriebene Heizungen durch Holzfeuerungen ersetzen.
Er kritisierte speziell Kaminöfen und Kachelöfen in verdichteten Gebieten.

## Veröffentlichungen
- mit Siegfried Schöpfer: Wie wird das Wetter? – Eine leicht verständliche Einführung für jedermann. Rowohlt, Reinbek bei Hamburg 2006, ISBN 3-499-62089-8.
- mit Christoph Drösser: Das Lexikon der Wetterirrtümer. Rowohlt, Reinbek bei Hamburg 2006, ISBN 978-3-499-62157-4.
- (als Hrsg.): Die große Flut. Unser Klima, unsere Umwelt, unsere Zukunft. Rowohlt, Reinbek bei Hamburg 2002, ISBN 3-498-03517-7.
- mit Miriam Kachelmann: Recht und Gerechtigkeit. Ein Märchen aus der Provinz. Heyne, München 2012, ISBN 978-3-453-20025-8.

## Hörbuch
- mit Miriam Kachelmann: Recht und Gerechtigkeit. Ein Märchen aus der Provinz. (gekürzte Lesung). München: Random House 2012, ISBN 978-3-8371-1795-0.